# Burlington, Connecticut
Burlington är en kommun (town) i Hartford County i delstaten Connecticut, USA med cirka 8 190 invånare (2000). Den har enligt United States Census Bureau en area på totalt 78,7 km² varav 1,6 km² är vatten.